# N’Dayi Kalenga (ur. 1978)
N’Dayi Fanfan Kalenga (ur. 29 września 1978) – kongijski piłkarz występujący na pozycji napastnika w maltańskim klubie Msida Saint-Joseph. Wcześniej reprezentował barwy m.in. polskiej Pogoni Szczecin.